# Peperomia lonchophylla
Peperomia lonchophylla är en pepparväxtart som beskrevs av C. Dc.. Peperomia lonchophylla ingår i släktet peperomior, och familjen pepparväxter. Inga underarter finns listade i Catalogue of Life.